# Peicheng (köpinghuvudort i Kina, Henan Sheng, lat 33,71, long 113,79)
Peicheng (kinesiska: 裴城镇) är en köpinghuvudort i Kina. Den ligger i provinsen Henan, i den centrala delen av landet, omkring 120 kilometer söder om provinshuvudstaden Zhengzhou. Antalet invånare är 45 632. Befolkningen består av 22 163 kvinnor och 23 469 män. Barn under 15 år utgör 18,0 %, vuxna 15-64 år 70 %, och äldre över 65 år 10,0 %.
Runt Peicheng är det tätbefolkat, med 762 invånare per kvadratkilometer. Närmaste större samhälle är Duqu, 13,6 km nordost om Peicheng. Trakten runt Peicheng består till största delen av jordbruksmark.
Genomsnittlig årsnederbörd är 847 millimeter. Den regnigaste månaden är september, med i genomsnitt 154 mm nederbörd, och den torraste är januari, med 6 mm nederbörd.